# Sphelodon guanacastensis
Sphelodon guanacastensis är en stekelart som beskrevs av Carolina Godoy och Ian D. Gauld 2002. Sphelodon guanacastensis ingår i släktet Sphelodon och familjen brokparasitsteklar. Inga underarter finns listade i Catalogue of Life.